# Жан Кастанеда
Жан Кастанеда (фр. Jean Castaneda, нар. 20 березня 1957, Сент-Етьєн) — колишній французький футболіст, воротар.
Насамперед, відомий виступами за «Сент-Етьєн», а також національну збірну Франції.

## Клубна кар'єра
У дорослому футболі дебютував 1978 року виступами за команду клубу «Сент-Етьєн», в якій провів одинадцять сезонів (з них вісім у Д1). Більшість часу, проведеного у складі «Сент-Етьєна», був основним гравцем команди. Має повний комплект нагород: "золото" - 1981, "срібло" - 1982, "бронза" - 1979. 
У Кубку Франції виступав 10 сезонів, провівши 42 зустрічі. Двічі грав у фіналі.
1989 року перейшов до клубу «Олімпік» (Марсель), за який відіграв 1 сезон. Зігравши 6 матчів, Жан ще раз здобув "золото" Д1.
Завершив професійну кар'єру футболіста виступами за команду «Олімпік» (Марсель) у 1990 році.
Загалом у елітному французькому чемпіонаті провів 9 сезонів, зігравши 239 матчів.

### Клубна статистика. Чемпіонат та Кубок Франції. 1978-1990
| Сезон             | Клуб                | Ліга              | Чемпіонат  | Чемпіонат | Чемпіонат | Кубок Франції | Кубок Франції | Кубок Франції |
| ----------------- | ------------------- | ----------------- | ---------- | --------- | --------- | ------------- | ------------- | ------------- |
| Сезон             | Клуб                | Ліга              | Досягнення | Матчі     | Голи      | Досягнення    | Матчі         | Голи          |
| 1978-79           | «Сент-Етьєн»        | Д1                |            | 2         | 0         | 1/8           | 1             | 0             |
| 1979-80           | «Сент-Етьєн»        | Д1                | —          | —         | —         | 1/4           | 1             | 0             |
| 1980-81           | «Сент-Етьєн»        | Д1                |            | 35        | 0         |               | 10            | 0             |
| 1981-82           | «Сент-Етьєн»        | Д1                |            | 36        | 0         |               | 9             | 0             |
| 1982-83           | «Сент-Етьєн»        | Д1                | 14         | 36        | 0         | 1/16          | 3             | 0             |
| 1983-841          | «Сент-Етьєн»        | Д1                | 18         | 38        | 0         | 1/16          | 3             | 0             |
| 1984-852          | «Сент-Етьєн»        | Д2                |            | 34        | 0         | 1/4           | 9             | 0             |
| 1985-863          | «Сент-Етьєн»        | Д2                |            | 32        | 0         | 1/64          | 2             | 0             |
| 1986-87           | «Сент-Етьєн»        | Д1                | 16         | 33        | 0         | 1/16          | 3             | 0             |
| 1987-88           | «Сент-Етьєн»        | Д1                | 4          | 38        | 0         | 1/32          | 1             | 0             |
| 1988-89           | «Сент-Етьєн»        | Д1                | 14         | 15        | 0         | —             | —             | —             |
| 1989-90           | «Олімпік» (Марсель) | Д1                |            | 6         | 0         | —             | —             | —             |
| ВСЬОГО            | «Сент-Етьєн»        | Д1                | 8 сезонів  | 233       | 0         | 8 стартів     | 31            | 0             |
| ВСЬОГО            | «Сент-Етьєн»        | Д2                | 2 сезони   | 66        | 0         | 2 старти      | 11            | 0             |
| ВСЬОГО            | «Олімпік» (Марсель) | Д1                | 1 сезон    | 6         | 0         | —             | —             | —             |
| ВСЬОГО в Д1       | ВСЬОГО в Д1         | ВСЬОГО в Д1       | 9 сезонів  | 239       | 0         | 8 стартів     | 31            | 0             |
| ВСЬОГО за кар'єру | ВСЬОГО за кар'єру   | ВСЬОГО за кар'єру | 11 сезонів | 305       | 0         | 10 стартів    | 42            | 0             |

1 — по завершенні сезону 1983-84 «Сент-Етьєн» грав з клубом «Расінг» (Париж) за право залишитися в Д1. Результати цих поєдинків — 0:0 та 0:2. Кастанеда повністю відіграв обидва матчі, проте "зелені" вибули з вищого дивізіону. Ці ігри не враховані у даній таблиці.
2 — по завершенні сезону 1984-85 «Сент-Етьєн» грав з клубом «Ренн» за право переходу до Д1. Результат цієї гри — 0:2. Кастанеда відіграв матч, проте його команда залишилися у Д2. Ця гра не врахована у даній таблиці.
3 — перемігши у групі «А» дивізіону Д2 у сезоні 1985-86 «Сент-Етьєн» грав з клубом «Расінг» (Париж) — переможцем у групі «В» — за почесний титул чемпіона Д2. Рахунки цих матчів — 2:3 та 1:1. Кастанеда відіграв обидва матчі, і незважаючи на програш парижанам, наступного сезону грав у Д1. Ці ігри не враховані у даній таблиці.

## В єврокубках
Загалом у єврокубках провів 4 сезони: зігравши 17 матчів, пропустивши у них 18 м'ячів. В активі два старти як в Кубку чемпіонів - 5 матчів, так і в Кубку УЄФА - 12 матчів. 
Найкращі результати: півфінал Кубка чемпіонів 1989-90 у складі тогочасного гранда французького футболу — клубу «Олімпік» (Марсель). 
Також можна відзначити чвертьфінал Кубка УЄФА 1980–81, коли Жан грав за «Сент-Етьєн».
Перший матч у євротурнірах зіграв 17 вересня 1980 року у першому поєдинку 1/32 фіналу розіграшу Кубка УЄФА 1980-81 з клубом «Куопіо Паллосаура». У Фінляндії «Сент-Етьєн» розгромив господарів — 7:0.
Останньою грою був вищезгаданий півфінал Кубка європейських чемпіонів 1989-90 проти «Бенфіки». Ця гра відбулася в Лісабоні 18 квітня 1990 року. Марсельський «Олімпік» програв — 0:1 — і вибув з турніру.

### Статистика виступів у єврокубках
| Сезон             | Клуб                | Турнір          | Досягнення    | Матчі | Голи |
| ----------------- | ------------------- | --------------- | ------------- | ----- | ---- |
| 1980–81           | «Сент-Етьєн»        | Кубок УЄФА      | 1/4 фіналу    | 8     | - 7  |
| 1981-82           | «Сент-Етьєн»        | Кубок чемпіонів | Кваліф. раунд | 2     | - 3  |
| 1982-83           | «Сент-Етьєн»        | Кубок УЄФА      | 1/16 фіналу   | 4     | - 5  |
| 1989-90           | «Олімпік» (Марсель) | Кубок чемпіонів | 1/2 фіналу    | 3     | - 3  |
| ВСЬОГО            | «Сент-Етьєн»        | 3 євросезони    | 3 євросезони  | 14    | - 15 |
| ВСЬОГО            | «Олімпік» (Марсель) | 1 євросезон     | 1 євросезон   | 3     | - 3  |
| ВСЬОГО за кар'єру | ВСЬОГО за кар'єру   | 4 євросезони    | 4 євросезони  | 17    | - 18 |

### Статистика по турнірам
| Турнір          | Сезони | Матчі | Голи |
| --------------- | ------ | ----- | ---- |
| Кубок чемпіонів | 2      | 5     | - 6  |
| Кубок кубків    | 0      | 0     | 0    |
| Кубок УЄФА      | 2      | 12    | - 12 |

## Виступи за збірну
Протягом кар'єри у національній команді, яка тривала трохи більше півроку, провів у формі головної команди країни 9 матчів, пропустивши 9 м'ячів.
19 лютого 1981 року дебютував в офіційних матчах у складі національної збірної Франції. У товариському матчі зі збірною Іспанії в Мадриді французи програли — 0:1.
А 6 жовтня 1982 року у дружньому спарингу з угорцями в Парижі зіграв останню гру, здобувши перемогу — 1:0.
У складі збірної був учасником чемпіонату світу 1982 року в Іспанії. 10 липня в Аліканте зіграв єдиний матч проти збірної Польщі. Це був поєдинок за третє місце, в якому Жан пропустив три м'ячі - 2:3. Посівши зі збірною 4-е місце, Кастанеда завоював бронзові медалі.

### Статистика матчів за збірну
| Турнір           | Матчі | Перемоги | Нічиї | Поразки | Голи |
| ---------------- | ----- | -------- | ----- | ------- | ---- |
| Товариські матчі | 5     | 2        | 0     | 3       | - 3  |
| Чемпіонат Європи | 0     | 0        | 0     | 0       | 0    |
| Кваліфікація ЧЄ  | 0     | 0        | 0     | 0       | 0    |
| Чемпіонат світу  | 1     | 0        | 0     | 1       | - 3  |
| Кваліфікація ЧС  | 3     | 2        | 0     | 1       | - 3  |
| ВСЬОГО           | 9     | 4        | 0     | 5       | - 9  |

## Титули і досягнення

### Клуб
- Ліга 1

Чемпіон  :
«Сент-Етьєн»:  1981
«Олімпік» (Марсель):  1990
Віце-чемпіон  :
«Сент-Етьєн»:  1982
Третє місце  :
«Сент-Етьєн»:  1980
- Кубок Франції  :

Фіналіст Кубка Франції  :
«Сент-Етьєн»:  1981, 1982
- Чемпіон Франції (Ліга 2)  :

«Сент-Етьєн»: 1986
- Півфіналіст Ліги чемпіонів УЄФА :

«Олімпік» (Марсель):  1990

### Збірна
- Півфіналіст чемпіонату світу (4-е місце): 1982